# Gallinago andina
Il beccacino della puna (Gallinago andina, Taczanowski 1875) è un uccello della famiglia degli Scolopacidae dell'ordine dei Charadriiformes.

## Sistematica
Gallinago andina ha una sottospecie:
- G. andina innotata

## Distribuzione e habitat
Questo uccello vive in Argentina, Cile, Bolivia e Perù; è di passo in Ecuador.